# 李家益
李家益（1918年—1974年），安徽金寨县桃岭乡铜缸冲人，中国人民解放军将领、中国人民解放军开国少将。
早年参红四方面军，参加长征，后加入西路军，因与马家军作战不力，翻越祁连山回到陕北。抗日战争期间，担任陕甘宁晋绥联防军司令部作战科科长。后担任385旅参谋长、鲁南10师、华东野战军3纵7师、9师参谋长、三野司令部行政处处长。1947年，参加鲁南战役、莱芜战役、孟良固战役。1948年，参加洛阳战役，6月中旬，参加开封战役、睢杞战役。1948年11月，参加淮海战役，成功围歼黄伯韬兵团。1949年12月，进军福建。1952年，参加朝鲜战争，曾任中国人民志愿军24军副军长。1955年，授予中国人民解放军少将。1965年，担任北京卫戍区司令员。